# Hans Krása
Hans Krása (30. listopadu 1899 Praha – 18. října 1944 Osvětim) byl československý hudební skladatel česko-německo-židovského původu.

## Život
Krásův otec byl právník z české rodiny, jeho matka pocházela z německo-židovské rodiny. V rodině bylo pět dětí. Hans, který už v dětství projevoval hudební nadání, měl rád ruskou a francouzskou literaturu. V jedenácti letech složil, po drobných klavírních skladbách, svou první orchestrální práci, která byla veřejně provedena lázeňským orchestrem v Salcburku.
Hans navštěvoval Novoměstské reálné gymnázium a soukromě studoval skladbu na Německé akademii hudby a divadelního umění u  Alexandra Zemlinského. Po zakončení studia následoval svého učitele do Berlína. Po studijních pobytech ve Francii jako žák Alberta Roussela se živil jako korepetitor v Novém německém divadle v Praze. Současně komponoval a získával si jméno v pražském kulturním prostředí. Napsal hudbu k původní divadelní hře Adolfa Hoffmeistera, kterou v úpravě E.F.Buriana uvedlo divadlo D34 a Malá scéna Nového německého divadla v roce 1935. Pod vlivem Mileny Jesenské se blíže seznámil s tvorbou českých literátů, především Otokara Březiny.
Po vzniku Protektorátu Čech a Moravy se Hans Krása stal členem společenství židovských  umělců při pražském sirotčinci na Hagiboru. Založil zde pěvecký soubor, s nímž nastudoval dětské opery Paula Hindemitha a Jaroslava Křičky a v červenci 1941 i svou vlastní operu Brundibár.

### V Terezíně
10. srpna 1942 byl Hans Krása deportován transportem Ba 67, číslo 67 do koncentračního tábora v Terezíně a zde dostal vězeňské číslo 21 855. Zde se významně podílel na organizaci kulturního života v táboře a během svého pobytu v táboře zkomponoval další skladby. Jeho dětská opera Brundibár byla nejúspěšnějším představením terezínského tábora, kterou nastudoval ve scénické spolupráci s Františkem Zelenkou. Od 23. září 1943 (první uvedení v malém sále kasáren) byla opera reprízována celkem více než padesátkrát. Některé scény z Brundibára se objevují také na záběrech nacistického propagandistického filmu Theresienstadt („Der Führer schenkt den Juden eine Stadt“).
V Terezíně byl několik měsíců ženatý s Eliškou Kleinovou, aby ji - coby samotnou ženu - zachránil před deportací do vyhlazovacího tábora.
V noci 16. října 1944 v Terezíně nastoupil Hans Krása do železničního vagónu transportu Er číslo 940, jehož cílem byl KT Osvětim. Ačkoli mu bylo teprve necelých 45 let, byl jako „starší“ muž téměř okamžitě po příjezdu poslán na smrt v plynové komoře.

## Kompoziční činnost

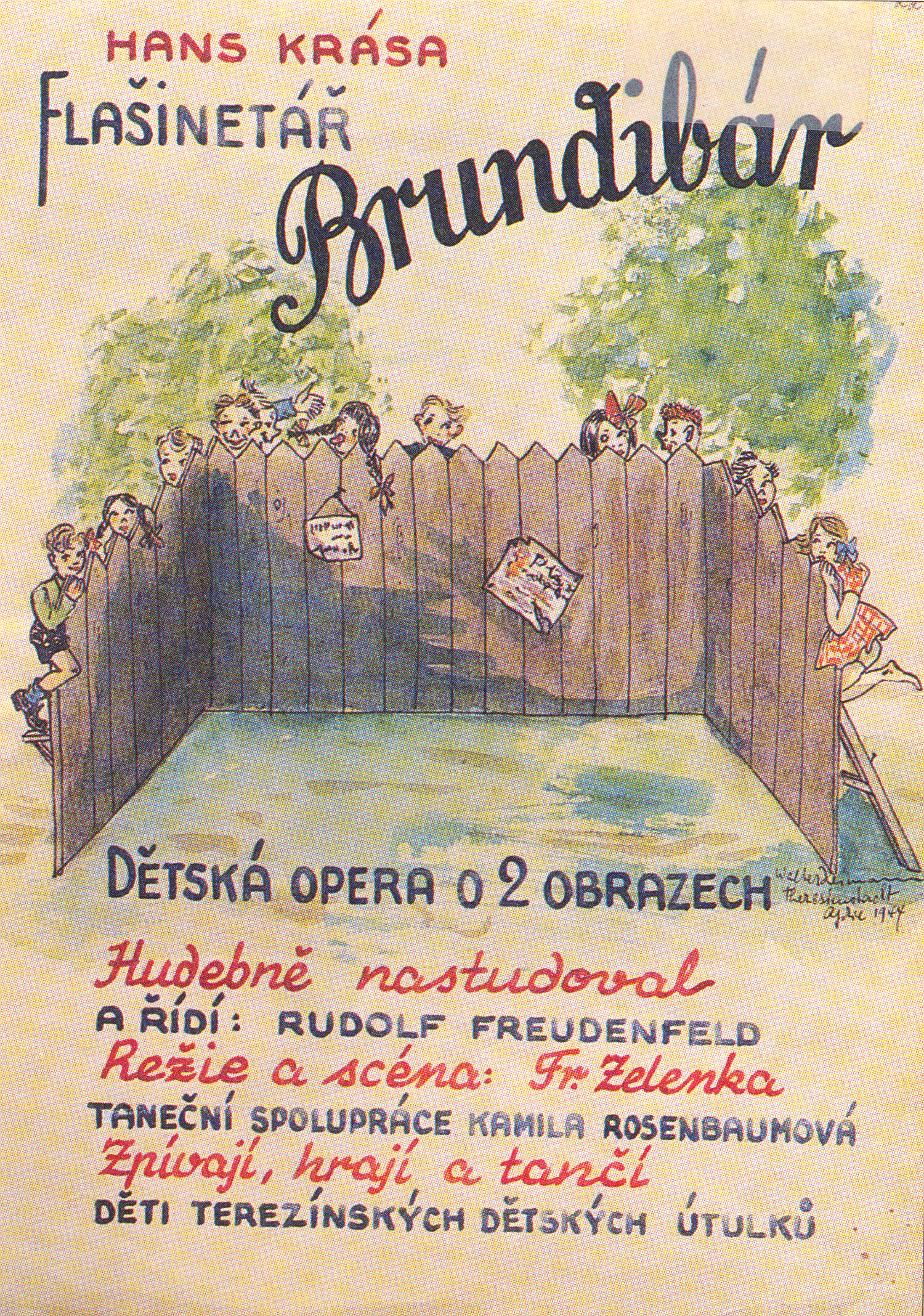
Plakát k opeře Brundibár (1943)

Hans Krása kompozičně vycházel vedle Alexandra Zemlinského také z tvorby Gustava Mahlera a Arnolda Schönberga.
Roku 1921 zaznamenal svůj první skladatelský úspěch s Písněmi pro orchestr op. 1 na text Christiana Morgensterna. V roce 1923 při pobytu v Paříži byla s úspěchem uvedena jeho Symfonie pro malý orchestr a Smyčcový kvartet. Po dokončení Pěti písní, op. 4 pro zpěv a klavír se soustředil na velká vokálně instrumentální díla. V roce 1933 měla v Praze v rámci Májových slavností premiéru jeho opera Verlobung im Traum / Zásnuby ve snu pod taktovkou George Szella, za kterou obdržel Československou státní cenu.
Roku 1938 napsal Krása společně s libretistou Adolfem Hoffmeisterem dětskou operu Brundibár, s níž se chtěl zúčastnit soutěže vypsané československým ministerstvem školství a osvěty. Soutěž se ovšem z důvodu vypuknutí druhé světové války nerealizovala. V roce 1941 byla opera tajně provedena v židovském sirotčinci v Praze na Hagiboru.Představení měl nastudovat Rafael Schächter, ale protože byl mezi tím poslán transportem do Terezína, hudebně operu řídil jeho syn Rudolf Schächter. Návrh kostýmů a režie představení byly dílem Františka Zelenky.
V roce 1943 byl Brundibár uveden v Terezíně. Pro produkce v Terezíně Krása složil i nové skladby: Smyčcové trio, Passacaglii, písně na verše Artura Rimbauda a další.
Jméno Hanse Krásy nese pražské smyčcové kvarteto Krása Quartet.

## Citát
| „              | ...Ale i počet jejích představení překonala dětská opera Brundibár. K nastudování dal podnět Rafael Schächter, opět dřívější spolupracovník Burianův, jeden z nejvýraznějších umělců v kulturním životě ghetta. Operu napsal Hans Krása na starší libreto Adolfa Hoffmeistra. Skladatel Krása, kultivovaný, citlivý muzikant, se nedožil konce války – podobně jako jeho spolupracovníci Zelenka a Schächter... V Terezíně patřil Brundibár k obligátním pozoruhodnostem. Tisíce lidí slyšelo jeho melodie, stovky dětí prožily při zkouškách a představeních nejsilnější dojmy svých krátkých životů. | “ |
| — Norbert Frýd | |   |

## Dílo
Opery
- Verlobung im Traum, opera o dvou dějstvích podle novely F. M. Dostojevského Strýčkův sen, 1928–1930
- Brundibár, dětská opera o dvou dějstvích na libreto Adolfa Hoffmeistera, 1938–1939

Orchestrální díla
- Orchestrální skladba, 1910, nedochováno
- Orchestergrotesken mit begleitender Singstimme, op. 1 na texty Christiana Morgensterna, 1920
- Symphonie für kleines Orchester, 3. věta se zpěvním hlasem na báseň Arthura Rimbauda, 1922
- Ouvertura pro malý orchestr, 1943–1944

Komorní hudba
- Smyčcový kvartet, 1913, nedochováno
- Komorní hudba pro cembalo a 7 nástrojů, 1935–1936
- Téma s variacemi pro smyčcový kvartet, 1935–1936
- Tanec pro smyčcové trio, 1943
- Passacaglia a fuga pro smyčcové trio, 1943

Ostatní
- Quartetto pour deux Violons, Alto et Violoncello, 1921
- Fünf Lieder pro zpěv a klavír, op. 4 na texty Rainera Marii Rilkeho, litevskou lidovou poezii, Gaia Valeria Catulla a Christiana Morgensterna, 1925
- Drei Lieder s doprovodem klavíru, smyčcového kvarteta, 2 fléten, 2 klarinetů a trubky, 1926, ztraceno
- Die Erde ist des Herrn na text ze žaltáře pro sóla, sbor a orchestr, 1931
- Mládí ve hře, scénická hudba ke hře Adolfa Hoffmeistera, 1935
- Tři písně pro baryton, klarinet, violu a violoncello na verše Arthura Rimbauda v překladu Vítězslava Nezvala, 1943, jednotlivé písně: Čtyřverší, Vzrušení, Přátelé. Nahráno v roce 2007 na CD disku Terezín / Theresienstadt, který vznikl díky iniciativě zpěvačky Anne Sofie von Otter jako pocta hudebníkům, kteří prošli koncentračním táborem v Terezíně.[9][10]